# ラジオ関西 おもしろ神戸・ひょうご学
ラジオ関西 おもしろ神戸･ひょうご学（らじおかんさい おもしろこうべひょうごがく）とはラジオ関西のミニ番組である。

## 放送期間
- 2006年7月3日～2008年3月31日までの1年半

### パーソナリティ
- 楽長：田辺眞人「園田学園女子大学名誉教授」
- 副楽長：山崎整「神戸新聞姫路支社長」
- 他多数

## 放送時間
- 毎月第2・第4日曜日／午後6時30分～　（HP参照のこと）

## 備考
- この番組がまとめられたCDが発売されている。

Vol.1…「神戸達人への第一歩｣
vol.2…「六甲全山編｣
vol.3…「観光では行かない見所。阪神北地域｣宝塚市・伊丹市・川西市・三田市・猪名川町
- 横山ノックが生前最後に出演（録音を吹き込んだ）した番組がこれであった。